# Tango (sodavand)
 For alternative betydninger, se Tango. (Se også artikler, som begynder med Tango)
Tango er en populær kulsyreholdig læskedrik, der primært markedsføres i Storbritannien og Irland – fra 2010 dog også i Norge og Sverige. Den blev lanceret af det nu hedengangne Corona Soft Drinks Company i 1950; de blev opkøbt af the Beecham Group i 1958. Produktionen af Tango bliver nu varetaget af Britvic Soft Drinks, der overtog rettighederne fra Beecham Soft Drinks i 1987. I Skandinavien markedsføres drikken af SMX Drinks AB.
Oprindeligt var Tango navnet på appelsinvanden i en række forskellige sodavand, der hver bar eget navn. I 1990, længe efter de resterende produkter var gået i glemmebogen, blev Tango-mærket udvidet til også at omfatte andre smagsvarianter, herunder æble, citrus, kirsebær, solbær og senere Fruit Fling ("frugt-flirt"). Nogle af disse produceres ikke længere; kun appelsin, æble, kirsebær og citrus sælges stadig.

## Reklamer
Reklamer for Tango var noget upåfaldende i starten, bortset fra enkelte vittige indslag. Siden 1990'erne er de dog blevet kendte for deres udpræget bizarre, post-modernistiske tone. Der kan endda argumenteres for, at reklamerne nu er mere kendte end produktet selv. På producenten Britvics egen websted for Tango kan læses: "Tango er i dag sandsynligvis mest berømt for sine succesfulde og innovative markedsføringskampagner."
Den første "ironiske" kampagne introducerede den nu almindelige ørehænger "You know when you've been Tango'd", der kan oversættes til "Du ved, når du er blevet Tango'et". Ordene blev skrevet af reklamefirmaet Howell Henry Chaldecott Lury and Partners (HHCL), der var meget populært i 1990'erne, men lukkede i 2007 efter flere om- og sammenlægninger. Kampagnen begyndte i 1991 med en reklame, der viste en mand som, umiddelbart efter at have drukket en Tango, blev slået i ansigtet af en trind mand der var malet orange. Reklamen blev fordømt mange steder, da den afstedkom en national mani med folk, der "Tango'ede" hinanden. Manien ramte især legepladser, og der var flere meldinger om børn, der blev alvorligt skadede eller endda mistede hørelsen efter at være blevet slået på ørerne. Der var dog også en udbredt opfattelse af, at børn var for svage til at gøre sådan skade, og at det i virkeligheden drejede sig om studerende, der havde forvoldt skade på sig selv. Uanset hvilken version, der var sandheden, så ændrede Tango frivilligt "lussinge-reklamen" til en næsten identisk version, hvor den orange-malede mand kysser Tango-drikkeren i stedet for at slå ham. Ikke desto mindre afholdt avisen The Sunday Times sammen med fjernsynsstationen Channel 4 i år 2000 en afstemning om den bedste fjernsynsreklame nogensinde, hvor den originale version blev kåret til en tredjeplads. De fleste efterfølgende Tangoreklamer har undgået at vise vold, med to undtagelser; i 2004 blev en Tangoreklame forbudt på grund af vold, og i 1997 gjorde den orangemalede mand endnu en optræden, i hvilken han slår hovedpersonen flere gange lige inden reklamen slutter. 
Andre reklamer, der også var en del af kampagnen, viste:
- En mand, der skriger "appelsiner" ind i øret på en kvinde, der venter på et tog.
- En mand klædt som Napoleon, med en orange handske, som han gnider rundt i ansigtet på en anden mand.
- En orangemalet mand i kilt, uden ben og med blåt afrohår – kendt som "den Flyvende Skotte" – der flyver rundt og leder efter sin manglende fod.

Atter andre slogans inkluderer "Du har brug for det, fordi du er svag" (for sukkerfri Tango, der på engelsk kaldes diet soda, diæt-vand, på grund af de færre kalorier) og "Næring til den indre Tango".
Efter flere varianter af reklamer, som "Du ved, vi drikker Tango"-serien fra 1998-1999 og "Næring til den indre Tango!" fra 2001 bragte Tango deres berømte "Du ved, når du er blevet Tango'et" slogan tilbage i et nyt sæt af reklamer, der viste videnskabsmænd, der udførte unødvendige stunts. Disse reklamer blev brugt til at markedsføre Tango Orange, med appelsinsmag, og Tango Apple, med æblesmag, og kørte fra 2002 til 2005.
I 2008 lancerede Tango en kampagne der hed "Red Tango" som reaktion på et fald i salget. I 2009 vendte de designet af dåsen på hovedet som svar på en udfordring fra en social networking-hjemmeside, ligeledes i et forsøg på at øge salget. 
I 2009 lanceredes en billboardkampagne i Storbritannien, der proklamerede de "mystiske og vidunderlige" bivirkninger ved at drikke for meget "Tango med tilsat Tango Orange" – til eksempel "FOR MEGET TANGO fik mig til at sutte på Tyrens YVER." Engelske aviser gjorde offentligheden opmærksom på, at initialerne i sætningen "Tango med tilsat Tango", på engelsk "Tango With Added Tango" (TWAT), stavede til en fornærmelse. Det blev senere afsløret, at dette var gjort med fuldt overlæg.

### Telefonlinier
Tangoreklamer har undertiden indeholdt telefonnumre, seere kunne ringe til. En af disse foregav at vise hemmelige optagelser af en kult, der tilbad en gummidukke. De der ringede til nummeret på skærmen fik mulighed for at købe en kopi af dukken. Telefonlinien bestod af en række ja/nej spørgsmål, men stemmen på linjen svarede altid "Vi hørte at du sagde... ja!" uanset hvad lytteren sagde, og annoncerede til sidst at lytteren havde bestået optagelsesprøven, og kunne nu indlemmes som medlem af kulten. Lytteren blev givet et nyt navn, som normalt var "Soft Shepherd" (blød hyrde), og på pakken med dukken ville dette navn være tilføjet lytterens eget, som mellemnavn, i modtageradressen. 
Tango udsendte også telefonnummerreklamer om en anden kult, der tilbad en mand ved navn Jim. Korte, og ofte fornærmende, indslag blev fremstillet i forbindelse med disse reklamer. De viste en person, der skulle til at gøre noget vulgært, da Jim pludselig ville dukke op og råbe "Det er tid til en Lemon Tango". På engelsk er dette "It's a Lemon Tango Moment" slogan ikke langt fra ordlyden i Kodaks berømte reklameserie "It's a Kodak Moment". 
En reklame fra 1993 var forklædt som et tilbagekald af produkter. En mand, der påstod at arbejde for firmaet "Tango Limited", advarede folk mod at købe Still Tango, fordi firmaet kun fremstiller drikke med brus. Hvis man allerede havde købt drikken bad han folk om at lade være med at drikke den, men i stedet ringe til nummeret på skærmen. Nummeret var til en telefonsvarer, der kontinuerligt afspillede "Du ved, når du er blevet Tango'et!" I en anden reklame vistes et rave, mens en speaker sagde "Still Tango sælges kun i udvalgte butikker."
En anden serie handlede om "Apple Seduction" ("forført af et æble"). Den første reklame viste en dåse Apple Tango, der ringede til en mand på arbejde og beder ham sige "kys mine store, saftige æbler" – hvilket han ender med at råbe ned i telefonen. Efterfølgende vises en Apple Tango med et telefonnummer, mens en stemme siger "hvis dit liv er blevet ødelagt, efter du er blevet forført af et æble, så ring..." Reklamen afsluttedes bevidst så hurtigt, at det var svært at nå at huske nummeret eller at skrive det ned. Hvis nummeret blev ringet op, blev man stillet en række spørgsmål, man kunne svare ja eller nej til efter en hyletone. Spørgsmålene var i stil med "minder farverne lilla og grøn dig om din mor?" En variant af "Apple Seduction" viste en dåse Apple Tango, der ringede til en mand derhjemme, og beordrede ham til at løbe ned til supermarkedet for at købe en Apple Tango.
Den seneste telefonlinje, der har givet mulighed for at købe et Tango-produkt, var i 1997-2000. Produktet var en Tango Megafon, så man ville være i stand til at "råbe ikke-Tango-drikkere op." Linjen bad ikke folk svare på ja/nej spørgsmål, men blot oplyse deres navn og adresse. Linjen lagde ud med en kvindestemme, der råbte "Ret ryggen!" ad lytteren. 
Atter andre Tango-reklamer har været parodier på andre, anerkendte reklamer i tiden. 